# Fox Conner
Fox Conner (Slate Springs, 2 de novembro de 1874 – Washington, D.C., 13 de outubro de 1951) foi um militar norte-americano que alcançou a patente de major-general no Exército dos Estados Unidos, tendo lutando na Expedição Pancho Villa e também na Primeira Guerra Mundial.
Conner nasceu em Slate Springs no Mississippi. Ele ingressou na Academia Militar dos Estados Unidos em 1894 após recomendação do senador H. D. Money. Logo depois de se formar foi enviado para Cuba em 1899 a fim de servir nas forças de ocupação norte-americanas presentes depois do fim da Guerra Hispano-Americana.
Pelos anos seguintes Conner avançou pelas patentes, sendo descrito como um "soldado sério e um artilheiro tecnicamente proficiente". Sua performance o fez ser recomendado para tornar-se instrutor no Colégio de Guerra e servir junto com a Terceira Divisão do exército, responsável pela doutrina tática de artilharia. Ele foi nomeado inspetor-geral da artilharia quando os Estados Unidos entraram na Primeira Guerra, sendo encarregado pelo general John J. Pershing junto com outros generais para recomendar um local adequado para combater o inimigo.
Conner depois foi transferido para a Seção de Operações, que tinha o objetivo de mapear uma estratégia de implementação para as forças norte-americanas em seu setor do fronte. Em seguida foi nomeado chefe de operações, sendo encarregado de cuidar das estratégias e táticas de todas as batalhas envolvendo os Estados Unidos.
Após a guerra ele comandou uma brigada no Panamá responsável por manter uma rede de estradas para ser usada por tropas e carroças, período em que acabou tornando-se bem próximo de Dwight D. Eisenhower. Conner desenvolveu uma relação professor-aluno com Eisenhower, lhe recomendando livros sobre história militar e depois realizando perguntas sobre sua leitura. Ele se aposentou do exército em 1938 e morreu em Washington, D.C. aos 77 anos em 1951.